# سيرخيو ليون
سيرجو ليون، sergio león limones هو لاعب كرة قدم أسباني، يلعب حاليا في نادي اوساسونا في دوري الدرجة الأولى الأسباني، ولد سيرجيو ليون في اسبانيا سنة: 6/1/1989 مركز اللعب: مهاجم - نشأ ليون في نادي ريال بيتيس وبعدها انتقل في سنة 2011 إلى نادي (Reus) وبعدها انتقل مضى قرابة سنتين في نادي (Reus) وعاد إلى نادي التشي سنة 2013 وفي نفس العام ذهب اعارة إلى نادي ريال مايوركا وبقي في نادي مايوركا حتى انتهت فترة اعارته وعاد إلى نادي التشي وانتقل سنة 2014 اعارة مرة أخرى إلى نادي (Liagostera) وفي تاريخ (1/7/2015) عاد إلى ناديه التشي وفي سنة (24/8/2016) انتقل إلى نادي اوساسونا بمبلغ قدرهM€1.7 وهو حاليا من ابرز اللاعبين الاساسيين في نادي اوساسونا والان هو في صدارة ترتيب هدافين الفريق برصيد 6 اهداف وهو يحمل الرقم 7 .

## روابط خارجية
- سيرخيو ليون على موقع قاعدة بيانات كرة القدم.إي يو (الإنجليزية)
- سيرخيو ليون على موقع Soccerbase.com (لاعب) (الإنجليزية)
- سيرخيو ليون على موقع Soccerway.com (الإنجليزية)
- سيرخيو ليون على موقع عالم كرة القدم.نت (الإنجليزية)
- سيرخيو ليون على موقع AS.com (الإسبانية)